# Basílica de San Juan Bautista (Canton)
La Basilica of St. John the Baptist es una iglesia católica en Canton, una ciudad de Ohio, al norte de Estados Unidos. El edificio fue diseñado por el arquitecto estadounidense James Renwick Jr. La construcción fue terminada en 1871, y la iglesia fue dedicada oficialmente en 1872.
San Juan Bautista fue elevado a una basílica menor por el papa Benedicto XVI el 19 de junio de 2012. 
La iglesia dice ser la "parroquia católica más antigua del noreste de Ohio", pues fue establecida en 1823.

## Véase también

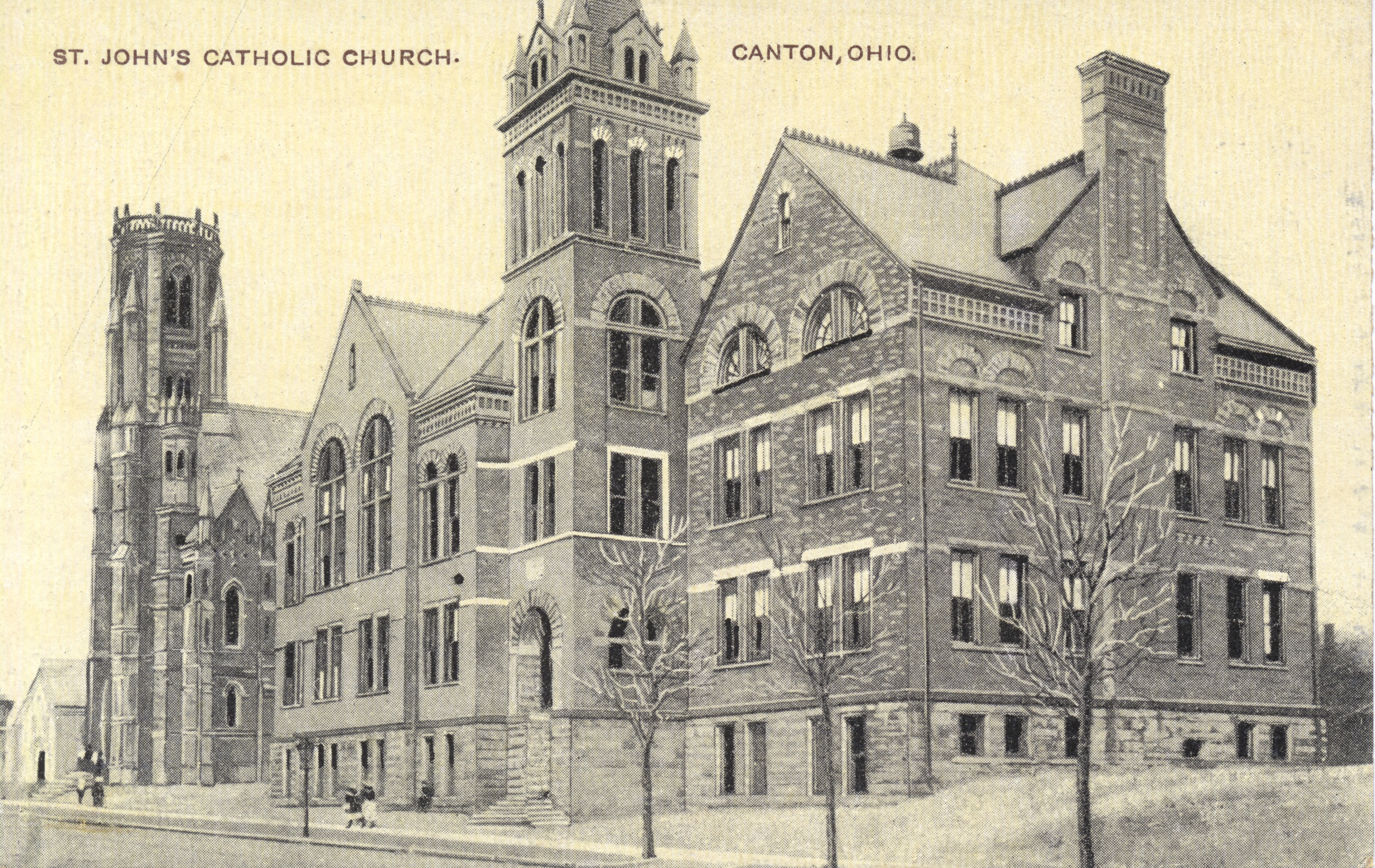
Representación antigua de la Iglesia